# Guerra civile in Burundi

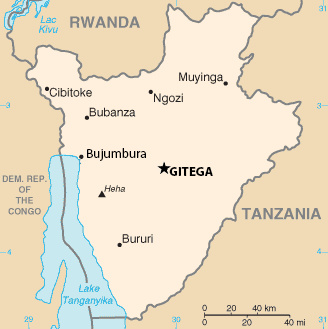
Mappa del Burundi

La guerra civile del Burundi scoppiò per la rivalità etnica tra le fazioni tribali Hutu e Tutsi del Burundi. Questa rivalità divenne lotta sanguinosa per il potere all'indomani delle elezioni del giugno 1993. L'entrata in carica di Pierre Nkurunziza come Presidente del paese nell'agosto 2005 è considerata come l'uscita dal conflitto, sebbene l'ultimo gruppo armato coinvolto, le Forces nationales de libération (FNL), abbia rinunciato alla lotta armata solo il 18 aprile 2009.

## Situazione alla vigilia del conflitto
Le prime elezioni nazionali multipartito del Burundi, dopo la pausa delle dittature militari, si erano celebrate il 27 giugno 1993. Melchior Ndadaye del Fronte per la Democrazia in Burundi (FRODEBU) vinse le elezioni presidenziali e divenne il primo hutu a ottenere la carica di Presidente da quando il paese aveva ottenuto l'indipendenza dal Belgio nel 1962 e divenne una repubblica nel 1966, infatti i precedenti Presidenti erano saliti al potere attraverso colpi di stato armati. Nonostante gli hutu siano il gruppo etnico maggioritario con l'85% della popolazione del paese, qualsiasi carica di potere era però sempre stata in mano ai tutsi che l'avevano gestita attraverso l'Unione per il Progresso Nazionale (UPRONA), il partito politico unico.
Ndadaye venne ucciso durante il colpo di Stato attuato da militari tutsi il 21 ottobre 1993.

## Corso della guerra
La violenza tra i due gruppi etnici scoppiarono immediatamente dopo il golpe, con gli hutu che cercavano vendetta contro i tutsi per l'assassinio di Ndadaye ed i militari tutsi che uccidevano gli hutu nel tentativo di conservare il potere.
Per gran parte del conflitto il Consiglio Nazionale per la Difesa della Democrazia - Forze per la Difesa della Democrazia (CNDD-FDD) ha rappresentato la principale organizzazione ribelle hutu attiva nel paese. Un altro gruppo è stato il Fronte di Liberazione Nazionale (FROLINA).
Sebbene alcune fazioni dell'FDD abbiano firmato un accordo di pace con il governo, quella maggioritaria continua i suoi attacchi. Per questa ragione si registrano ancora scontri quotidiani a Bujumbura, la capitale del paese, e c'è tanta gente armata nelle strade.
Dopo il fallimento di un primo accordo di cessate il fuoco tra l'ultimo gruppo ribelle, le Forze Nazionali di Liberazione (Palipehutu-FNL), ed il governo retto dal CNDD-FDD, ne è stato stipulato un secondo il 7 settembre 2006.